# Treppenstraße

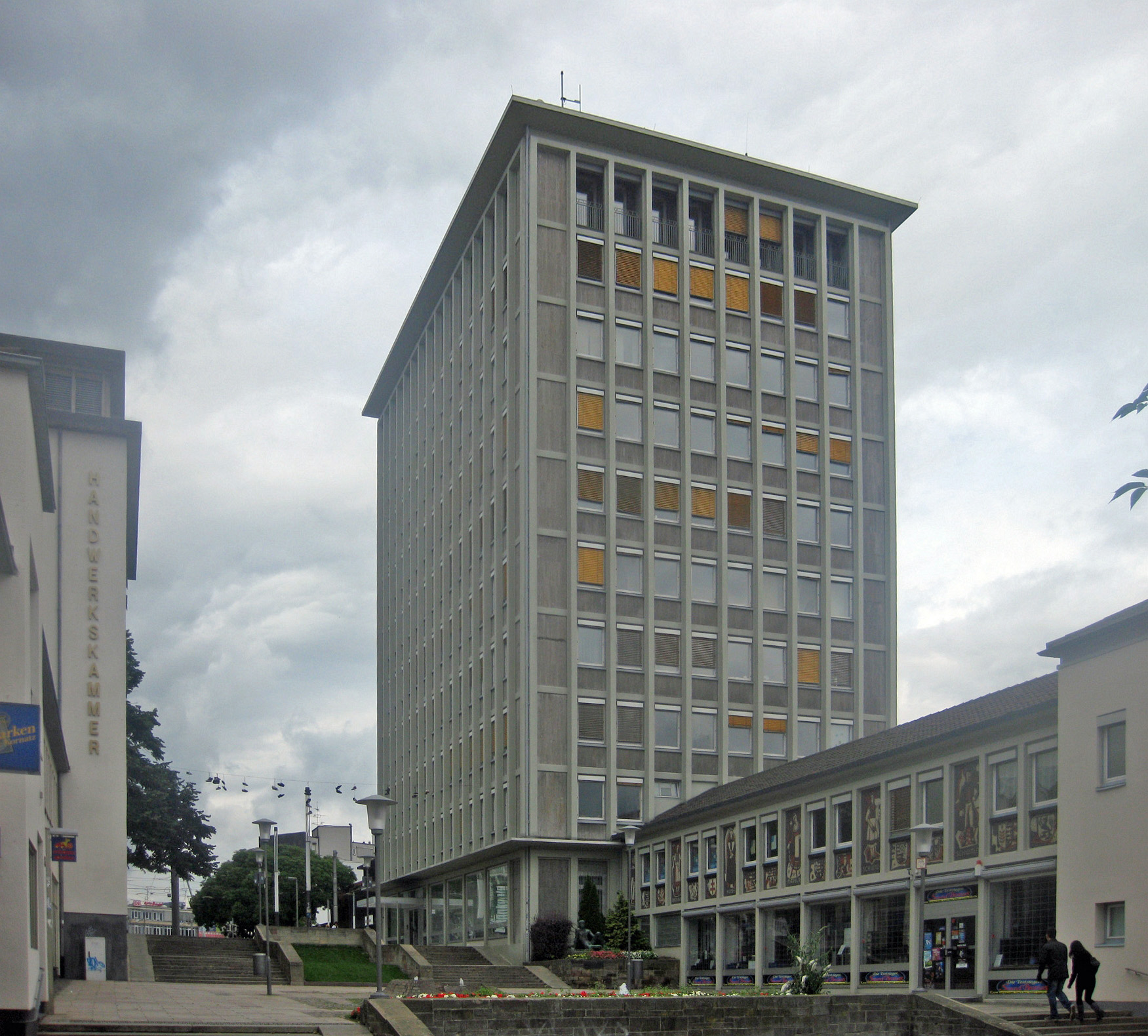
Das EAM-Hochhaus am oberen Ende der Straße

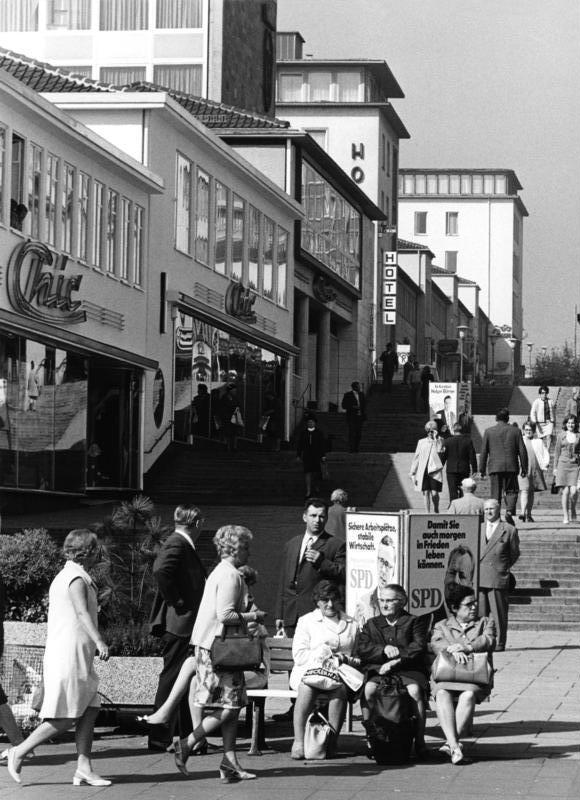
Deutschlands erste Fußgängerzone, die Treppenstraße im Jahr 1969

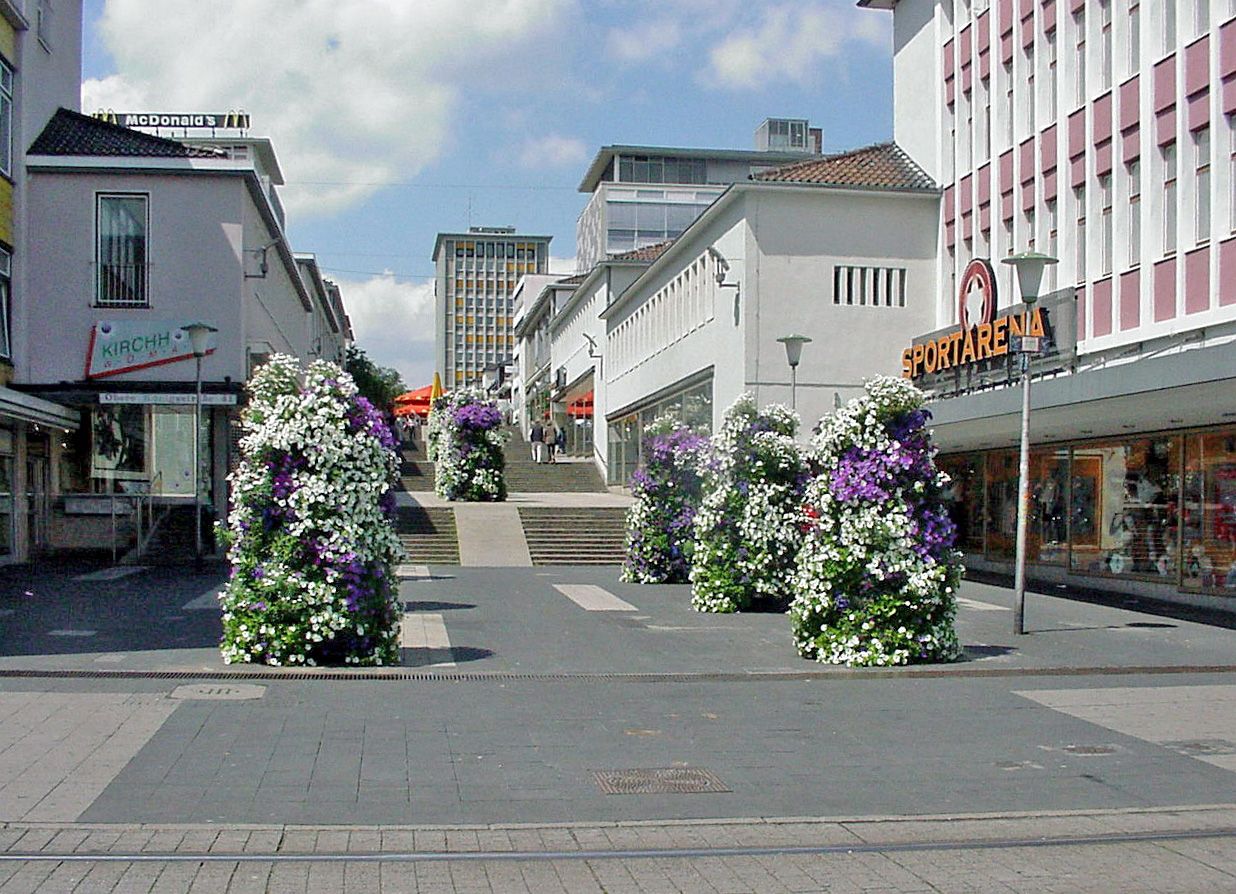
Die Straße mit saisonaler Begrünung 2002

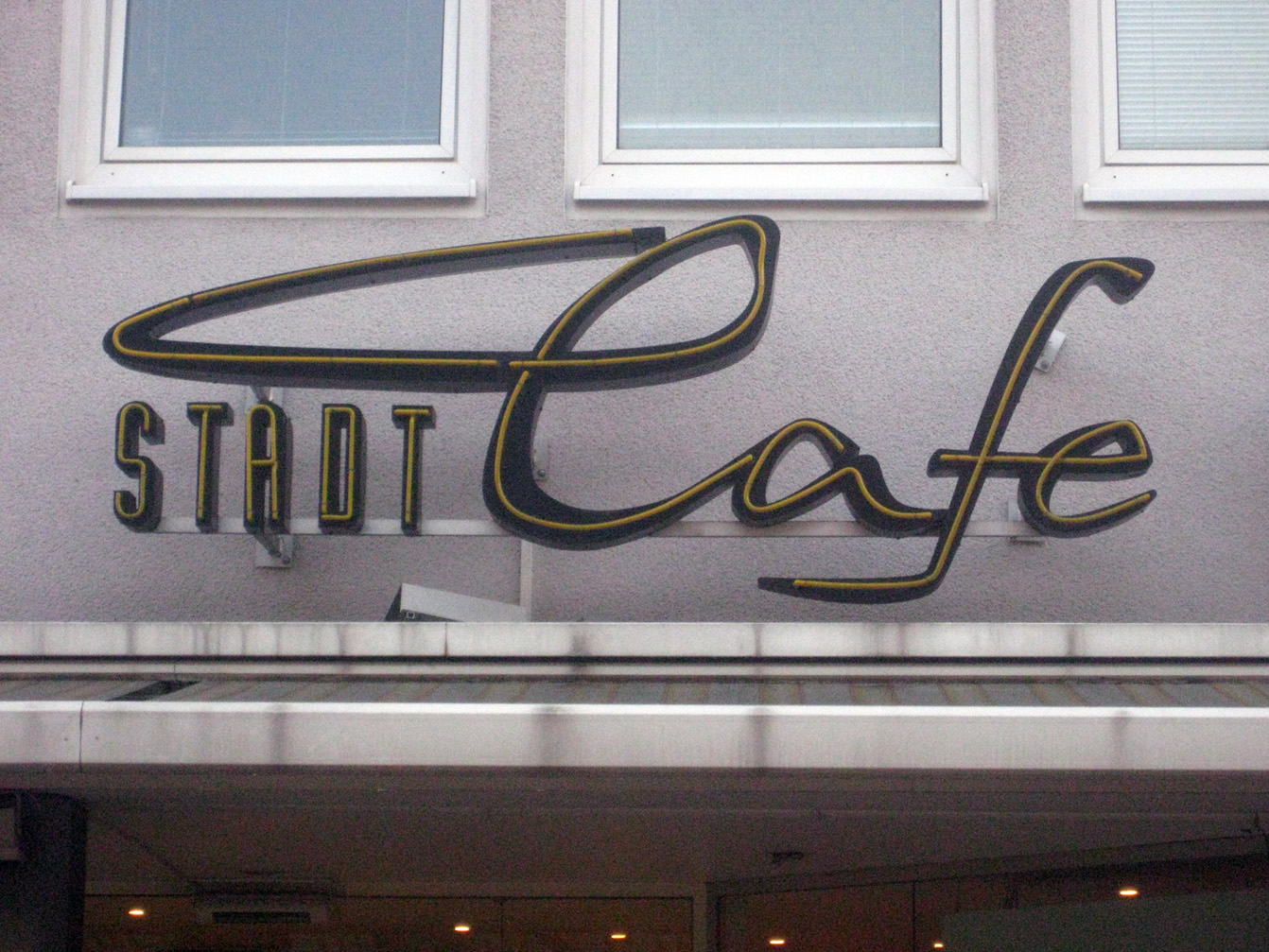
Erhaltene historische Leuchtreklame

Die Treppenstraße in Kassel ist die erste geplante und ausgeführte Fußgängerzone Deutschlands. 

## Geschichte
Die Treppenstraße verbindet als Achse den Kasseler Hauptbahnhof mit dem Friedrichsplatz von der Kurfürstenstraße zur Königsstraße. Aufgrund der weitgehenden Zerstörung der Kasseler Innenstadt im Zweiten Weltkrieg konnte relativ frei unabhängig von ehemaligen städtebaulichen Strukturen geplant werden. Das Nahl’sche Haus mit seiner Rokokofassade, dessen Wiederaufbau bereits begonnen hatte, musste dem Bau der Treppenstraße weichen und wurde abgebrochen. Erste Planungen für eine solche Achse durch die Altstadt bestanden bereits im 19. Jahrhundert sowie in den 1930er Jahren, als Kassel zur Gauhauptstadt ausgebaut werden sollte. 
Nach einem städtebaulichen Wettbewerb 1947 begannen die Planungen für die Treppenstraße durch Werner Hasper. Die Bauarbeiten konnten 1953 beendet werden. Eingeweiht wurde die Straße am 9. November 1953. Hintergrund der Baumaßnahme war, dass erst 1964 Fußgängern in der Straßenverkehrsordnung Vorrang im Straßenverkehr eingeräumt wurde. Inmitten der Nachkriegsaufbauzeit, bei der die autogerechte Stadt im Vordergrund stand, stellte die Treppenstraße daher eine bauliche Ausnahme dar. 
Die Straße diente 1956 als Kulisse für den Film Ohne dich wird es Nacht mit Curd Jürgens, 1959 folgte der Film Rosen für den Staatsanwalt mit Walter Giller und Martin Held, auch war sie im 1960 erschienenen Film Der letzte Fußgänger mit Heinz Erhardt und 2019 im Tatort Das Monster von Kassel zu sehen.
Die Verlegung des Fernverkehrsbahnhofs nach Wilhelmshöhe, der Rückgang von Fachgeschäften in der Innenstadt, die Konzentration des filialisierten Einzelhandels auf die Hauptachse Königsstraße und die Konkurrenz durch einige Einkaufszentren auf der Grünen Wiese haben die Bedeutung der Straße wesentlich geschmälert. Die neonbeleuchteten Ladenfronten und die üppigen Schaufensterdekorationen der Nachkriegszeit sind nicht mehr oder kaum zu erleben. Zahlreiche Geschäfte leiden unter dem häufigen Wechsel der Pächter.

## Gestaltung

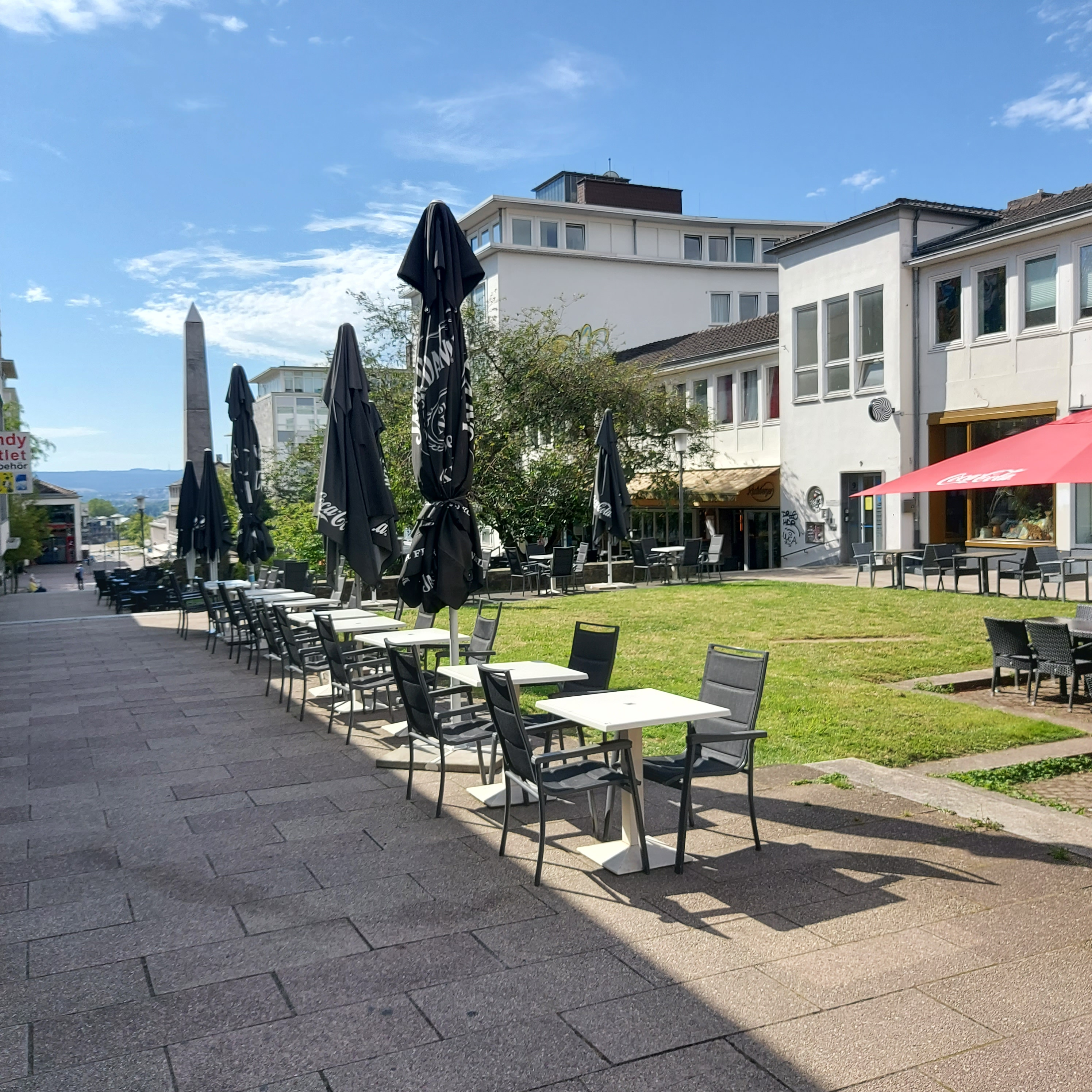
Gastronomie und Bepflanzung 2023

Die Treppenstraße folgt dem Hanggefälle und gliedert sich abwechselnd in Podeste und Treppenabschnitte. Daher zählt sie zu den Negativbeispielen für barrierefreies Bauen. Sie überwindet mit 104 Stufen einen Höhenunterschied von ca. 15 m. In ihrer Mitte befinden sich kaskadenartige Grünflächen und zwei Springbrunnen. Die Randbebauung, mit überwiegend zweigeschossigen langgestreckten Gebäuden in Kammform, folgt der nüchternen, formalen Gliederung der Straße im zeittypischen Stil der 1950er Jahre. Städtebauliche Dominante ist die ehemalige Hauptverwaltung der damaligen Elektrizitäts-Aktiengesellschaft Mitteldeutschland (EAM). Das Gebäude wird vom Jugendamt der Stadt Kassel genutzt.

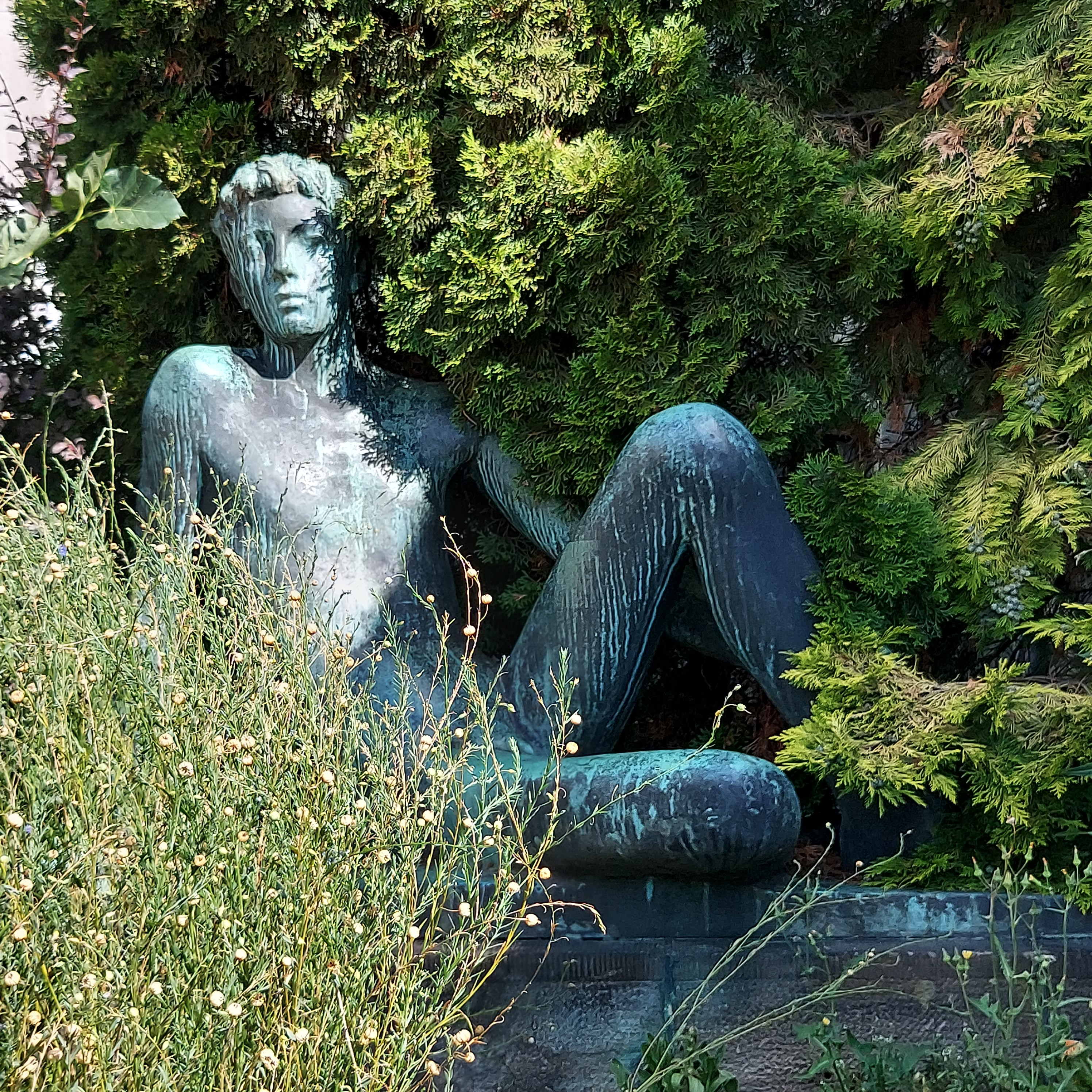
Skulptur in der Treppenstraße

Im April 2019 wurde der Obelisk von Olu Oguibe, Exponat der documenta 14, in der Treppenstraße aufgestellt.

## Andere Treppenstraßen
Das Konzept der Kasseler Treppenstraße war grundsätzlich eine städtebauliche Prämisse der deutschen Nachkriegszeit. So wurde ab 1965 in der Stadt Brackwede, heute ein Teil von Bielefeld, ebenfalls eine Treppenstraße gebaut.